# Phaedon cupreum
Phaedon cupreum là một loài bọ cánh cứng trong họ Chrysomelidae. Loài này được Wang miêu tả khoa học năm 1992.